# 얼터 브리지
얼터 브릿지(Alter Bridge)는 2004년에 결성된 올랜도(Orlando)에 기반을 둔 락밴드이다. 이 밴드는 마일즈 케네디(Myles Kennedy)(리드 보컬, 기타), 마크 트레몬티(Mark Tremonti)(기타, 백업 보컬), 스캇 필립스(Scott Phillips)(드럼, 퍼커션), 브라이언 마셜(Brian Marshall)(베이스)로 구성되어 있다. 얼터 브리지가 처음 결성될 때의 멤버들이 지금까지 이어져 오고 있다.
2004년에 크리드가 해체되면서, 그 이전 멤버였던 마크 트레몬티(Mark Tremonti), 스캇 필립스(Scott Phillips), 브라이언 마셜(Brian Marshall)이 전 메이필드 포의 멤버였던 마일즈 케네디(Myles Kennedy)와 함께 밴드활동을 시작하였다. 새 밴드의 이름을 마크 트레몬티의 예전 집 근처에 있었던 Alter Road의 이름을 따서 지었는데, 얼터 브리지는 그 해에 데뷔앨범 One Day Remains를 발표하고 평단으로부터 엇갈린 평가를 받았다. One Day Remains는 판매량이 50만장을 넘기며 미국 음반 산업 협회로부터 골드(Gold) 부문을 수여받았다. 그리고 2007년에 싱글 앨범 Rise Today를 발매하며 얼터 브리지는 두 번째 앨범 Blackbird를 발매한 후 이전의 앨범보다 좋은 평가를 받았고, 이와 함께 월드투어를 성공적으로 시작했다.

## 음반 목록
- 《One Day Remains》(2004년)
- 《Blackbird》(2007년)
- 《AB III》 (2010년)
- 《Fortress》 (2013년)
- 《The Last Hero》 (2016년)
- 《Walk the Sky》 (2019년)